# 1861 en musique
| \| • Retour à la chronologie générale de la musique populaire • \| |
| XXIe siècle • XXe siècle • XIXe siècle • XVIIIe siècle XVIIe siècle • XVIe siècle • XVe siècle • XIVe siècle XIIIe siècle • XIIe siècle • XIe siècle • Xe siècle IXe siècle • VIIIe siècle • Haut Moyen Âge • Rome • Grèce |
| • Retour à la chronologie générale de la musique populaire • |

| • Retour à la chronologie générale de la musique populaire • |

| Années de la musique populaire : 1858 - 1859 - 1860 - 1861 - 1862 - 1863 - 1864    |
| Décennies de la musique populaire : 1830 - 1840 - 1850 - 1860 - 1870 - 1880 - 1890 |

## Événements
- octobre : Congrès orphéonique français à Paris.
- novembre : composition de The Battle Hymn of the Republic
- Publication de la chanson russe Korobeïniki (« Les Colporteurs ») dans la revue Sovremennik à Saint-Pétersbourg.

## Naissances
- 30 octobre : Plébins, chansonnier français, mort en 1909.
- 17 décembre : Adolphe Jost, parolier, compositeur et chansonnier français, auteur de près de 900 chansons sous le pseudonyme de Jyl, mort en 1940.

## Décès
- 2 mars : George Washington Dixon, chanteur américain qui se produisait notamment lors de Minstrel shows, né vers 1801.